# سد هاماهارا
سد هاماهارا هو سد جاذبية يقع في محافظة شيمانه في اليابان. يستخدم السد لإنتاج الطاقة. تبلغ مساحة مستجمعات المياه في السد 3000 كيلومتر مربع. يحجز السد حوالي 149 هكتارًا من الأرض عندما يمتلئ ويمكنه تخزين 11200 ألف متر مكعب من المياه. اكتمل بناء السد في عام 1953. 